# 그레고리아 마리스카 툰중
그레고리아 마리스카 툰중 차햐닝시(인도네시아어: Gregoria Mariska Tunjung Cahyaningsih, 1999년 8월 11일 ~)는 인도네시아의 배드민턴 선수이다.

## 경력
2024년 파리 하계 올림픽에 출전하였으며 여자 단식 4강전에서 안세영에게 세트 스코어 1-2로 역전패 했지만 동메달 결정전은 카롤리나 마린이 부상으로 기권하면서, 2024년 올림픽 여자 단식 동메달을 획득했다.